# Peggy Antrobus
Peggy Antrobus (Granada, 1935) es una activista feminista, escritora, e investigadora granadina especializada en el Caribe. Ha trabajado como consejera en cuestiones de género con el gobierno de Jamaica, y consejera sobre Naciones Unidas en el Ministerio de Transformación Social de Barbados. Es miembro y fundadora de varias organizaciones feministas, incluyendo la Asociación de Caribe para Acción e Investigación Feministas (CAFRA), el desarrollo de red feminista global Development Alternatives with Women for a New Era (DAWN), y del International Gender and Trade Network (IGTN). Es la autora del libro The Global Women's Movement: Origins, Issues and Strategies.

## Biografía
Antrobus nació en Granada en 1935. Estudió en Santa Lucía en el St. Joseph's Convent y más tarde en el St. Vincent Girl's High School. Realizó estudios en economía en la Universidad de Bristol en 1954, y más tarde en la Universidad de Birmingham, Reino Unido. Completó su doctorado en educación en la Universidad de Massachusetts, Amherst en 1998.

## Carrera
Antrobus fue nombrada consejera en asuntos de mujeres en el gobierno de Jamaica en 1974. Según Michelle Rowley, profesora asociada sobre estudios de las mujeres en la Universidad de Maryland, sería el inicio de la conciencia feminista de Antrobus. En 1987 creó la unidad de Mujeres y Desarrollo (WAND) en la Universidad de las Indias Del oeste (UWI) y la lideró hasta su retiro en 1995.
Con otras activistas del Caribe, artistas, y estudiantes como Honor Ford-Smith, Sonia Cuales, Cynthia Ellis, Joan francés, Rhoda Reddock, y Rawwida Baksh-Soodeen, Antrobus creó la Asociación de Caribe para Acción y la Investigación Feminista (CAFRA), en 1985. Fue también miembro fundadora de Alternativas de Desarrollo para Mujeres en una Era Nueva (DAWN) y su coordinadora general entre 1990-96.
Con muchas otras importantes principales y activistas de derechos de las mujeres, Peggy Antrobus se implicó profundamente en las Conferencias Mundiales de la Mujer en la ONU desde la primera reunión celebrada en Ciudad de México en 1975. La feminista y escritora estadounidense Charlotte Bunch, citó a Antrobus, en la referencia a su reunión inaugural: "Fue en este contexto que las mujeres de todo el mundo comenzaron a vivir y a profundizar el proceso [... ] nutrió y expandió este movimiento de una manera que ni siquiera las protagonistas más activas hubieran podido nunca imaginar"

## Obra
Peggy Antrobus es autora de una visión general analítica e histórica de feminismo global y el movimiento de las mujeres internacionales en su libro, The Global Women's Movement: Origins, Issues and Strategies (Zed Books, 2004). Contribuyó también en la antología de Robin Morgan, Sisterhood is Global (Prensa de Ancla/Doubleday, 1984).